# Wallace dos Santos
Wallace Fortuna dos Santos (Río de Janeiro, 14 de octubre de 1994) es un futbolista brasileño que juega como defensa en el Atlético Goianiense del Campeonato Brasileño de Serie B.

## Clubes
| Club                        | País                   | Año       |
| --------------------------- | ---------------------- | --------- |
| Cruzeiro E. C.              | Brasil                 | 2013-2014 |
| S. C. Braga                 | Portugal               | 2014-2016 |
| A. S. Monaco F. C. (cedido) | Francia                | 2014-2016 |
| S. S. Lazio                 | Italia                 | 2016-2020 |
| S. C. Braga (cedido)        | Portugal               | 2019-2020 |
| Yeni Malatyaspor            | Turquía                | 2020-2022 |
| Wuhan Three Towns           | China                  | 2022-2023 |
| Ittihad Kalba               | Emiratos Árabes Unidos | 2023-2024 |
| Atlético Goianiense         | Brasil                 | 2025-     |

## Palmarés

### Títulos estatales
| Título             | Club           | Estado       | Año  |
| ------------------ | -------------- | ------------ | ---- |
| Campeonato Mineiro | Cruzeiro E. C. | Minas Gerais | 2014 |

### Títulos nacionales
| Título                      | Club              | País     | Año  |
| --------------------------- | ----------------- | -------- | ---- |
| Brasileirão                 | Cruzeiro E. C.    | Brasil   | 2013 |
| Supercopa de Italia         | S. S. Lazio       | Italia   | 2017 |
| Copa Italia                 | S. S. Lazio       | Italia   | 2019 |
| Copa de la Liga de Portugal | S. C. Braga       | Portugal | 2020 |
| Superliga de China          | Wuhan Three Towns | China    | 2022 |